# League One Volleyball 2025
La League One Volleyball 2025, 1ª edizione della League One Volleyball, si è svolta dal 9 gennaio al 13 aprile 2025: al torneo hanno partecipato 6 franchigie statunitensi e la vittoria finale è andata per la prima volta alla LOVB Austin.

## Regolamento
Le squadre hanno disputato un girone all'italiana, sfidando quattro delle cinque avversarie 3 volte e la rimanente avversaria 4 volte, per un totale di 16 incontri; al termine della regular season:
- Le formazioni classificate dal terzo al sesto posto in classifica hanno avuto accesso ai quarti di finale, giocati in gara unica e con incroci basati sul piazzamento in stagione regolare col metodo della serpentina;
- Le formazioni classificate al primo e al secondo posto in classifica hanno avuto accesso diretto alle semifinali, con incroci basati sul piazzamento in stagione regolare col metodo della serpentina, dove sono state raggiunte dalle due formazioni vincitrici ai quarti di finale e hanno giocato in gara unica, così come in finale.

### Criteri di classifica
L'ordine del posizionamento in classifica è stato definito in base a:
- Ratio delle partite vinte/perse;
- Ratio dei set vinti/persi;
- Ratio dei punti realizzati/subiti.

## Squadre partecipanti
Al campionato di League One Volleyball 2025 partecipano 6 franchigie.
| Club           | Stagione | Città          | Impianto                         | Stagione precedente |
| -------------- | -------- | -------------- | -------------------------------- | ------------------- |
| LOVB Atlanta   | dettagli | Atlanta        | Gateway Center Arena             | -                   |
| LOVB Austin    | dettagli | Austin         | H-E-B Center                     | -                   |
| LOVB Houston   | dettagli | Houston        | Fort Bend Epicenter              | -                   |
| LOVB Madison   | dettagli | Madison        | Alliant Energy Center            | -                   |
| LOVB Omaha     | dettagli | Omaha          | Liberty First Credit Union Arena | -                   |
| LOVB Salt Lake | dettagli | Salt Lake City | Lifetime Activities Center       | -                   |

## Torneo

### Regular season

#### Risultati
| Risultati Regular season |                     |     |                                   |
|                          |                     |     |                                   |
| 08-01                    | Atlanta - Salt Lake | 1-3 | 22-25, 25-27, 25-21, 21-25        |
| 09-01                    | Houston - Austin    | 3-2 | 25-27, 24-26, 25-22, 27-25, 16-14 |
| 10-01                    | Austin - Madison    | 3-0 | 25-21, 25-23, 25-18               |
| 10-01                    | Houston - Omaha     | 0-3 | 19-25, 20-25, 26-28               |
| 15-01                    | Austin - Atlanta    | 1-3 | 25-18, 23-25, 24-26, 21-25        |
| 17-01                    | Madison - Salt Lake | 3-2 | 26-24, 19-25, 25-19, 16-25, 15-13 |
| 18-01                    | Salt Lake - Houston | 1-3 | 9-25, 16-25, 27-25, 12-25         |
| 18-01                    | Madison - Omaha     | 1-3 | 25-20, 24-26, 15-25, 15-25        |
| 22-01                    | Salt Lake - Houston | 3-1 | 22-25, 25-15, 26-24, 25-19        |
| 24-01                    | Omaha - Madison     | 3-1 | 25-20, 24-26, 25-18, 25-23        |
| 25-01                    | Madison - Atlanta   | 2-3 | 21-25, 25-18, 17-25, 25-20, 10-15 |
| 25-01                    | Omaha - Austin      | 0-3 | 23-25, 20-25, 15-25               |
| 29-01                    | Madison - Houston   | 0-3 | 19-25, 17-25, 21-25               |
| 31-01                    | Atlanta - Salt Lake | 3-0 | 25-22, 25-22, 25-20               |
| 01-02                    | Salt Lake - Austin  | 3-2 | 22-25, 25-19, 20-25, 27-25, 15-12 |
| 01-02                    | Atlanta - Omaha     | 3-1 | 21-25, 25-22, 25-22, 25-20        |
| 05-02                    | Austin - Houston    | 1-3 | 31-33, 23-25, 25-21, 16-25        |
| 07-02                    | Salt Lake - Atlanta | 1-3 | 20-25, 25-23, 18-25, 18-25        |
| 08-02                    | Atlanta - Madison   | 3-0 | 25-20, 25-15, 25-21               |
| 08-02                    | Salt Lake - Omaha   | 2-3 | 17-25, 21-25, 25-18, 25-19, 12-15 |
| 19-02                    | Austin - Houston    | 3-1 | 25-20, 19-25, 25-18, 26-24        |
| 20-02                    | Omaha - Houston     | 0-3 | 24-26, 23-25, 16-25               |
| 20-02                    | Austin - Salt Lake  | 3-1 | 25-21, 25-22, 21-25, 25-21        |
| 21-02                    | Atlanta - Madison   | 3-2 | 25-15, 25-21, 23-25, 23-25, 15-7  |

| Risultati regular season |                     |     |                                   |
|                          |                     |     |                                   |
| 27-02                    | Houston - Salt Lake | 0-3 | 17-25, 21-25, 21-25               |
| 28-02                    | Madison - Omaha     | 3-1 | 18-25, 25-22, 25-16, 25-21        |
| 01-03                    | Atlanta - Omaha     | 3-2 | 21-25, 25-27, 25-19, 25-23, 15-12 |
| 01-03                    | Madison - Austin    | 3-0 | 25-22, 25-21, 25-17               |
| 06-03                    | Omaha - Salt Lake   | 1-3 | 25-16, 23-25, 23-25, 19-25        |
| 07-03                    | Atlanta - Houston   | 2-3 | 25-21, 25-18, 21-25, 17-25, 10-15 |
| 08-03                    | Madison - Houston   | 3-1 | 19-25, 28-26, 28-26, 25-16        |
| 08-03                    | Atlanta - Austin    | 3-1 | 25-22, 24-26, 25-15, 27-25        |
| 13-03                    | Madison - Omaha     | 3-1 | 25-16, 25-17, 26-28, 25-16        |
| 14-03                    | Houston - Atlanta   | 3-2 | 25-23, 25-23, 15-25, 19-25, 15-8  |
| 15-03                    | Atlanta - Salt Lake | 3-2 | 25-17, 23-25, 25-18, 23-25, 15-11 |
| 15-03                    | Houston - Austin    | 3-1 | 27-25, 25-18, 19-25, 25-22        |
| 20-03                    | Salt Lake - Madison | 2-3 | 25-20, 15-25, 25-17, 30-32, 7-15  |
| 21-03                    | Omaha - Austin      | 2-3 | 26-24, 20-25, 15-25, 25-23, 16-18 |
| 22-03                    | Austin - Atlanta    | 0-3 | 19-25, 21-25, 15-25               |
| 22-03                    | Omaha - Houston     | 1-3 | 21-25, 18-25, 25-23, 23-25        |
| 27-03                    | Houston - Atlanta   | 1-3 | 25-13, 21-25, 21-25, 20-25        |
| 28-03                    | Austin - Omaha      | 2-3 | 23-25, 25-17, 16-25, 25-23, 12-15 |
| 29-03                    | Omaha - Salt Lake   | 2-3 | 26-24, 33-31, 19-25, 15-25, 11-15 |
| 29-03                    | Austin - Madison    | 2-3 | 25-22, 23-25, 12-25, 25-23, 11-15 |
| 03-04                    | Omaha - Atlanta     | 0-3 | 23-25, 23-25, 19-25               |
| 04-04                    | Salt Lake - Madison | 1-3 | 24-26, 22-25, 25-21, 21-25        |
| 05-04                    | Madison - Houston   | 0-3 | 20-25, 19-25, 21-25               |
| 05-04                    | Salt Lake - Austin  | 3-2 | 18-25, 25-16, 23-25, 25-17, 15-13 |

#### Classifica
| Pos. | Squadra        | G  | V  | P  | SV | SP | Ratio | PF    | PS    | Ratio |
| ---- | -------------- | -- | -- | -- | -- | -- | ----- | ----- | ----- | ----- |
| 1    | LOVB Atlanta   | 16 | 13 | 3  | 44 | 22 | 2,000 | 1 508 | 1 372 | 1,099 |
| 2    | LOVB Houston   | 16 | 10 | 6  | 34 | 28 | 1,214 | 1 418 | 1 366 | 1,038 |
| 3    | LOVB Madison   | 16 | 8  | 8  | 30 | 34 | 0,882 | 1 378 | 1 419 | 0,971 |
| 4    | LOVB Salt Lake | 16 | 7  | 9  | 33 | 36 | 0,916 | 1 491 | 1 520 | 0,980 |
| 5    | LOVB Austin    | 16 | 5  | 11 | 29 | 37 | 0,783 | 1 450 | 1 490 | 0,973 |
| 6    | LOVB Omaha     | 16 | 5  | 11 | 26 | 39 | 0,666 | 1 405 | 1 483 | 0,947 |

      Qualificata alle semifinali play-off scudetto.
      Qualificata ai quarti di finale play-off scudetto.

### Play-off scudetto

#### Tabellone
|  | Quarti di finale | Quarti di finale | Quarti di finale |             |   | Semifinali  | Semifinali   | Semifinali |  |  | Finale | Finale | Finale |  |
|  |                  |                  |                  |             |   |             |              |            |  |  |        |        |        |  |
|  |                  |                  |                  |             |   | 1           | LOVB Atlanta | 2          |  |  |        |        |        |  |
|  |                  |                  |                  |             |   | 1           | LOVB Atlanta | 2          |  |  |        |        |        |  |
|  |                  |                  | 5                | LOVB Austin | 3 |             |              |            |  |  |        |        |        |  |
|  | 4                | LOVB Salt Lake   | 5                | LOVB Austin | 3 | 2           |              |            |  |  |        |        |        |  |
|  | 4                | LOVB Salt Lake   |                  |             |   |             |              |            |  |  |        |        |        |  |
|  | 5                | LOVB Austin      | 3                |             |   |             |              |            |  |  |        |        |        |  |
|  | 5                | LOVB Austin      | 3                |             | 5 | LOVB Austin | 3            |            |  |  |        |        |        |  |
|  |                  |                  |                  |             |   |             |              |            |  |  |        |        |        |  |
|  |                  |                  | 6                | LOVB Omaha  | 0 |             |              |            |  |  |        |        |        |  |
|  |                  |                  |                  | LOVB Omaha  | 0 |             |              |            |  |  |        |        |        |  |
|  |                  |                  |                  |             |   |             |              |            |  |  |        |        |        |  |
|  |                  |                  |                  |             |   |             |              |            |  |  |        |        |        |  |
|  |                  | 2                | LOVB Houston     | 2           |   |             |              |            |  |  |        |        |        |  |
|  |                  |                  |                  | 2           |   |             |              |            |  |  |        |        |        |  |
|  |                  |                  | 6                | LOVB Omaha  | 3 |             |              |            |  |  |        |        |        |  |
|  | 3                | LOVB Madison     | 6                | LOVB Omaha  | 3 | 1           |              |            |  |  |        |        |        |  |
|  | 3                | LOVB Madison     |                  |             |   |             |              |            |  |  |        |        |        |  |
|  | 6                | LOVB Omaha       | 3                |             |   |             |              |            |  |  |        |        |        |  |

#### Risultati

##### Quarti di finale
| Gara unica |                    |     |                                   |
|            |                    |     |                                   |
| 10-04      | Salt Lake - Austin | 2-3 | 26-24, 26-24, 25-27, 23-25, 16-18 |
| 10-04      | Madison - Omaha    | 1-3 | 17-25, 25-18, 18-25, 21-25        |

| Gara unica |                  |     |                                   |
|            |                  |     |                                   |
| 11-04      | Atlanta - Austin | 2-3 | 25-21, 25-15, 22-25, 10-25, 14-16 |
| 11-04      | Houston - Omaha  | 2-3 | 25-15, 26-24, 23-25, 23-25, 12-15 |

| Gara unica |                |     |                     |
|            |                |     |                     |
| 13-04      | Austin - Omaha | 3-0 | 25-19, 25-22, 25-23 |

| Premio                   | Nome               | Squadra        |
| ------------------------ | ------------------ | -------------- |
| MVP della regular season | Kelsey Robinson    | LOVB Atlanta   |
| MVP delle finali         | Madisen Skinner    | LOVB Austin    |
| Miglior palleggiatrice   | Lauren Carlini     | LOVB Madison   |
| Miglior opposto          | Jordan Thompson    | LOVB Houston   |
| Miglior schiacciatrice   | McKenzie Adams     | LOVB Atlanta   |
| Miglior centrale         | Chiaka Ogbogu      | LOVB Austin    |
| Miglior libero           | Manami Kojima      | LOVB Salt Lake |
| Miglior allenatore       | Paulo Barros       | LOVB Atlanta   |
| Donna dell'anno          | Haleigh Washington | LOVB Salt Lake |
| LOVB Icons First Team    | Lauren Carlini     | LOVB Madison   |
| LOVB Icons First Team    | Andrea Drews       | LOVB Madison   |
| LOVB Icons First Team    | Kelsey Robinson    | LOVB Atlanta   |
| LOVB Icons First Team    | Jessica Mruzik     | LOVB Houston   |
| LOVB Icons First Team    | Amber Igiede       | LOVB Houston   |
| LOVB Icons First Team    | Chiaka Ogbogu      | LOVB Austin    |
| LOVB Icons First Team    | Alexis Rodriguez   | LOVB Omaha     |
| LOVB Icons Second Team   | Rachel Fairbanks   | LOVB Atlanta   |
| LOVB Icons Second Team   | Jordan Thompson    | LOVB Houston   |
| LOVB Icons Second Team   | Claire Chaussee    | LOVB Madison   |
| LOVB Icons Second Team   | Jordan Larson      | LOVB Omaha     |
| LOVB Icons Second Team   | Anna Stevenson     | LOVB Madison   |
| LOVB Icons Second Team   | Tia Jimerson       | LOVB Atlanta   |
| LOVB Icons Second Team   | Manami Kojima      | LOVB Salt Lake |

| Rendimento individuale | Rendimento individuale | Rendimento individuale | Rendimento individuale |
| Pos.                   | Nome                   | Punti                  | Squadra                |
| ---------------------- | ---------------------- | ---------------------- | ---------------------- |
| 1                      | Madisen Skinner        | 300                    | LOVB Austin            |
| 2                      | Jordan Thompson        | 282                    | LOVB Houston           |
| 3                      | Veronica Jones         | 258                    | LOVB Salt Lake         |
| 4                      | Andrea Drews           | 252                    | LOVB Madison           |
| 5                      | Logan Eggleston        | 238                    | LOVB Austin            |
| 6                      | Kimberly Drewniok      | 237                    | LOVB Omaha             |
| 7                      | Danielle Cuttino       | 231                    | LOVB Atlanta           |
| 8                      | Jessica Mruzik         | 213                    | LOVB Houston           |
| 9                      | McKenzie Adams         | 211                    | LOVB Atlanta           |
| 10                     | Kelsey Robinson        | 209                    | LOVB Atlanta           |

| Attacchi vincenti | Attacchi vincenti | Attacchi vincenti | Attacchi vincenti |
| Pos.              | Nome              | Punti             | Squadra           |
| ----------------- | ----------------- | ----------------- | ----------------- |
| 1                 | Madisen Skinner   | 264               | LOVB Austin       |
| 2                 | Jordan Thompson   | 248               | LOVB Houston      |
| 3                 | Andrea Drews      | 227               | LOVB Madison      |
| 4                 | Kimberly Drewniok | 223               | LOVB Omaha        |
| 5                 | Veronica Jones    | 217               | LOVB Salt Lake    |
| 6                 | Logan Eggleston   | 198               | LOVB Austin       |
| 7                 | Danielle Cuttino  | 194               | LOVB Atlanta      |
| 8                 | Jessica Mruzik    | 183               | LOVB Houston      |
| 9                 | Sarah Franklin    | 182               | LOVB Madison      |
| 10                | McKenzie Adams    | 179               | LOVB Atlanta      |

| Muri vincenti | Muri vincenti       | Muri vincenti | Muri vincenti  |
| Pos.          | Nome                | Punti         | Squadra        |
| ------------- | ------------------- | ------------- | -------------- |
| 1             | Chiaka Ogbogu       | 65            | LOVB Austin    |
| 2             | Tia Jimerson        | 55            | LOVB Atlanta   |
| 3             | Mallory McCage      | 49            | LOVB Austin    |
| 4             | Amber Igiede        | 47            | LOVB Houston   |
| 5             | Emily Thater        | 41            | LOVB Omaha     |
| 6             | Magdaléna Jehlářová | 39            | LOVB Atlanta   |
| 7             | TeTori Dixon        | 37            | LOVB Salt Lake |
| 8             | Logan Eggleston     | 35            | LOVB Austin    |
| 9             | Raphaela Folie      | 32            | LOVB Houston   |
| 10            | Haleigh Washington  | 30            | LOVB Salt Lake |

| Battute vincenti | Battute vincenti | Battute vincenti | Battute vincenti |
| Pos.             | Nome             | Punti            | Squadra          |
| ---------------- | ---------------- | ---------------- | ---------------- |
| 1                | Micha Hancock    | 24               | LOVB Houston     |
| 2                | Kelsey Robinson  | 20               | LOVB Atlanta     |
| 3                | Veronica Jones   | 17               | LOVB Salt Lake   |
| 4                | Emily Thater     | 15               | LOVB Omaha       |
| 5                | Jordan Larson    | 15               | LOVB Omaha       |
| 6                | Daly Santana     | 15               | LOVB Madison     |
| 7                | Jordyn Poulter   | 14               | LOVB Salt Lake   |
| 8                | Andrea Drews     | 13               | LOVB Madison     |
| 9                | Rachel Fairbanks | 13               | LOVB Atlanta     |
| 10               | McKenzie Adams   | 11               | LOVB Atlanta     |

| Campionati | LOVB         |
| Coppe      | LOVB Classic |

| LOVB 2025 | LOVB Atlanta · LOVB Austin · LOVB Houston · LOVB Madison · LOVB Omaha · LOVB Salt Lake |

| Campionati | LOVB         |
| Coppe      | LOVB Classic |

| LOVB 2025 | LOVB Atlanta · LOVB Austin · LOVB Houston · LOVB Madison · LOVB Omaha · LOVB Salt Lake |

| Edizioni della League One Volleyball | Edizioni della League One Volleyball |
| ------------------------------------ | ------------------------------------ |
| 2025                                 |                                      |

| Gara unica |                |     |                     |
|            |                |     |                     |
| 13-04      | Austin - Omaha | 3-0 | 25-19, 25-22, 25-23 |

| Premio                   | Nome               | Squadra        |
| ------------------------ | ------------------ | -------------- |
| MVP della regular season | Kelsey Robinson    | LOVB Atlanta   |
| MVP delle finali         | Madisen Skinner    | LOVB Austin    |
| Miglior palleggiatrice   | Lauren Carlini     | LOVB Madison   |
| Miglior opposto          | Jordan Thompson    | LOVB Houston   |
| Miglior schiacciatrice   | McKenzie Adams     | LOVB Atlanta   |
| Miglior centrale         | Chiaka Ogbogu      | LOVB Austin    |
| Miglior libero           | Manami Kojima      | LOVB Salt Lake |
| Miglior allenatore       | Paulo Barros       | LOVB Atlanta   |
| Donna dell'anno          | Haleigh Washington | LOVB Salt Lake |
| LOVB Icons First Team    | Lauren Carlini     | LOVB Madison   |
| LOVB Icons First Team    | Andrea Drews       | LOVB Madison   |
| LOVB Icons First Team    | Kelsey Robinson    | LOVB Atlanta   |
| LOVB Icons First Team    | Jessica Mruzik     | LOVB Houston   |
| LOVB Icons First Team    | Amber Igiede       | LOVB Houston   |
| LOVB Icons First Team    | Chiaka Ogbogu      | LOVB Austin    |
| LOVB Icons First Team    | Alexis Rodriguez   | LOVB Omaha     |
| LOVB Icons Second Team   | Rachel Fairbanks   | LOVB Atlanta   |
| LOVB Icons Second Team   | Jordan Thompson    | LOVB Houston   |
| LOVB Icons Second Team   | Claire Chaussee    | LOVB Madison   |
| LOVB Icons Second Team   | Jordan Larson      | LOVB Omaha     |
| LOVB Icons Second Team   | Anna Stevenson     | LOVB Madison   |
| LOVB Icons Second Team   | Tia Jimerson       | LOVB Atlanta   |
| LOVB Icons Second Team   | Manami Kojima      | LOVB Salt Lake |

| Rendimento individuale | Rendimento individuale | Rendimento individuale | Rendimento individuale |
| Pos.                   | Nome                   | Punti                  | Squadra                |
| ---------------------- | ---------------------- | ---------------------- | ---------------------- |
| 1                      | Madisen Skinner        | 300                    | LOVB Austin            |
| 2                      | Jordan Thompson        | 282                    | LOVB Houston           |
| 3                      | Veronica Jones         | 258                    | LOVB Salt Lake         |
| 4                      | Andrea Drews           | 252                    | LOVB Madison           |
| 5                      | Logan Eggleston        | 238                    | LOVB Austin            |
| 6                      | Kimberly Drewniok      | 237                    | LOVB Omaha             |
| 7                      | Danielle Cuttino       | 231                    | LOVB Atlanta           |
| 8                      | Jessica Mruzik         | 213                    | LOVB Houston           |
| 9                      | McKenzie Adams         | 211                    | LOVB Atlanta           |
| 10                     | Kelsey Robinson        | 209                    | LOVB Atlanta           |

| Attacchi vincenti | Attacchi vincenti | Attacchi vincenti | Attacchi vincenti |
| Pos.              | Nome              | Punti             | Squadra           |
| ----------------- | ----------------- | ----------------- | ----------------- |
| 1                 | Madisen Skinner   | 264               | LOVB Austin       |
| 2                 | Jordan Thompson   | 248               | LOVB Houston      |
| 3                 | Andrea Drews      | 227               | LOVB Madison      |
| 4                 | Kimberly Drewniok | 223               | LOVB Omaha        |
| 5                 | Veronica Jones    | 217               | LOVB Salt Lake    |
| 6                 | Logan Eggleston   | 198               | LOVB Austin       |
| 7                 | Danielle Cuttino  | 194               | LOVB Atlanta      |
| 8                 | Jessica Mruzik    | 183               | LOVB Houston      |
| 9                 | Sarah Franklin    | 182               | LOVB Madison      |
| 10                | McKenzie Adams    | 179               | LOVB Atlanta      |

| Muri vincenti | Muri vincenti       | Muri vincenti | Muri vincenti  |
| Pos.          | Nome                | Punti         | Squadra        |
| ------------- | ------------------- | ------------- | -------------- |
| 1             | Chiaka Ogbogu       | 65            | LOVB Austin    |
| 2             | Tia Jimerson        | 55            | LOVB Atlanta   |
| 3             | Mallory McCage      | 49            | LOVB Austin    |
| 4             | Amber Igiede        | 47            | LOVB Houston   |
| 5             | Emily Thater        | 41            | LOVB Omaha     |
| 6             | Magdaléna Jehlářová | 39            | LOVB Atlanta   |
| 7             | TeTori Dixon        | 37            | LOVB Salt Lake |
| 8             | Logan Eggleston     | 35            | LOVB Austin    |
| 9             | Raphaela Folie      | 32            | LOVB Houston   |
| 10            | Haleigh Washington  | 30            | LOVB Salt Lake |

| Battute vincenti | Battute vincenti | Battute vincenti | Battute vincenti |
| Pos.             | Nome             | Punti            | Squadra          |
| ---------------- | ---------------- | ---------------- | ---------------- |
| 1                | Micha Hancock    | 24               | LOVB Houston     |
| 2                | Kelsey Robinson  | 20               | LOVB Atlanta     |
| 3                | Veronica Jones   | 17               | LOVB Salt Lake   |
| 4                | Emily Thater     | 15               | LOVB Omaha       |
| 5                | Jordan Larson    | 15               | LOVB Omaha       |
| 6                | Daly Santana     | 15               | LOVB Madison     |
| 7                | Jordyn Poulter   | 14               | LOVB Salt Lake   |
| 8                | Andrea Drews     | 13               | LOVB Madison     |
| 9                | Rachel Fairbanks | 13               | LOVB Atlanta     |
| 10               | McKenzie Adams   | 11               | LOVB Atlanta     |

| Campionati | LOVB         |
| Coppe      | LOVB Classic |

| LOVB 2025 | LOVB Atlanta · LOVB Austin · LOVB Houston · LOVB Madison · LOVB Omaha · LOVB Salt Lake |

| Campionati | LOVB         |
| Coppe      | LOVB Classic |

| LOVB 2025 | LOVB Atlanta · LOVB Austin · LOVB Houston · LOVB Madison · LOVB Omaha · LOVB Salt Lake |

| Edizioni della League One Volleyball | Edizioni della League One Volleyball |
| ------------------------------------ | ------------------------------------ |
| 2025                                 |                                      |

| Gara unica |                  |     |                                   |
|            |                  |     |                                   |
| 11-04      | Atlanta - Austin | 2-3 | 25-21, 25-15, 22-25, 10-25, 14-16 |
| 11-04      | Houston - Omaha  | 2-3 | 25-15, 26-24, 23-25, 23-25, 12-15 |

| Gara unica |                |     |                     |
|            |                |     |                     |
| 13-04      | Austin - Omaha | 3-0 | 25-19, 25-22, 25-23 |

| Premio                   | Nome               | Squadra        |
| ------------------------ | ------------------ | -------------- |
| MVP della regular season | Kelsey Robinson    | LOVB Atlanta   |
| MVP delle finali         | Madisen Skinner    | LOVB Austin    |
| Miglior palleggiatrice   | Lauren Carlini     | LOVB Madison   |
| Miglior opposto          | Jordan Thompson    | LOVB Houston   |
| Miglior schiacciatrice   | McKenzie Adams     | LOVB Atlanta   |
| Miglior centrale         | Chiaka Ogbogu      | LOVB Austin    |
| Miglior libero           | Manami Kojima      | LOVB Salt Lake |
| Miglior allenatore       | Paulo Barros       | LOVB Atlanta   |
| Donna dell'anno          | Haleigh Washington | LOVB Salt Lake |
| LOVB Icons First Team    | Lauren Carlini     | LOVB Madison   |
| LOVB Icons First Team    | Andrea Drews       | LOVB Madison   |
| LOVB Icons First Team    | Kelsey Robinson    | LOVB Atlanta   |
| LOVB Icons First Team    | Jessica Mruzik     | LOVB Houston   |
| LOVB Icons First Team    | Amber Igiede       | LOVB Houston   |
| LOVB Icons First Team    | Chiaka Ogbogu      | LOVB Austin    |
| LOVB Icons First Team    | Alexis Rodriguez   | LOVB Omaha     |
| LOVB Icons Second Team   | Rachel Fairbanks   | LOVB Atlanta   |
| LOVB Icons Second Team   | Jordan Thompson    | LOVB Houston   |
| LOVB Icons Second Team   | Claire Chaussee    | LOVB Madison   |
| LOVB Icons Second Team   | Jordan Larson      | LOVB Omaha     |
| LOVB Icons Second Team   | Anna Stevenson     | LOVB Madison   |
| LOVB Icons Second Team   | Tia Jimerson       | LOVB Atlanta   |
| LOVB Icons Second Team   | Manami Kojima      | LOVB Salt Lake |

| Rendimento individuale | Rendimento individuale | Rendimento individuale | Rendimento individuale |
| Pos.                   | Nome                   | Punti                  | Squadra                |
| ---------------------- | ---------------------- | ---------------------- | ---------------------- |
| 1                      | Madisen Skinner        | 300                    | LOVB Austin            |
| 2                      | Jordan Thompson        | 282                    | LOVB Houston           |
| 3                      | Veronica Jones         | 258                    | LOVB Salt Lake         |
| 4                      | Andrea Drews           | 252                    | LOVB Madison           |
| 5                      | Logan Eggleston        | 238                    | LOVB Austin            |
| 6                      | Kimberly Drewniok      | 237                    | LOVB Omaha             |
| 7                      | Danielle Cuttino       | 231                    | LOVB Atlanta           |
| 8                      | Jessica Mruzik         | 213                    | LOVB Houston           |
| 9                      | McKenzie Adams         | 211                    | LOVB Atlanta           |
| 10                     | Kelsey Robinson        | 209                    | LOVB Atlanta           |

| Attacchi vincenti | Attacchi vincenti | Attacchi vincenti | Attacchi vincenti |
| Pos.              | Nome              | Punti             | Squadra           |
| ----------------- | ----------------- | ----------------- | ----------------- |
| 1                 | Madisen Skinner   | 264               | LOVB Austin       |
| 2                 | Jordan Thompson   | 248               | LOVB Houston      |
| 3                 | Andrea Drews      | 227               | LOVB Madison      |
| 4                 | Kimberly Drewniok | 223               | LOVB Omaha        |
| 5                 | Veronica Jones    | 217               | LOVB Salt Lake    |
| 6                 | Logan Eggleston   | 198               | LOVB Austin       |
| 7                 | Danielle Cuttino  | 194               | LOVB Atlanta      |
| 8                 | Jessica Mruzik    | 183               | LOVB Houston      |
| 9                 | Sarah Franklin    | 182               | LOVB Madison      |
| 10                | McKenzie Adams    | 179               | LOVB Atlanta      |

| Muri vincenti | Muri vincenti       | Muri vincenti | Muri vincenti  |
| Pos.          | Nome                | Punti         | Squadra        |
| ------------- | ------------------- | ------------- | -------------- |
| 1             | Chiaka Ogbogu       | 65            | LOVB Austin    |
| 2             | Tia Jimerson        | 55            | LOVB Atlanta   |
| 3             | Mallory McCage      | 49            | LOVB Austin    |
| 4             | Amber Igiede        | 47            | LOVB Houston   |
| 5             | Emily Thater        | 41            | LOVB Omaha     |
| 6             | Magdaléna Jehlářová | 39            | LOVB Atlanta   |
| 7             | TeTori Dixon        | 37            | LOVB Salt Lake |
| 8             | Logan Eggleston     | 35            | LOVB Austin    |
| 9             | Raphaela Folie      | 32            | LOVB Houston   |
| 10            | Haleigh Washington  | 30            | LOVB Salt Lake |

| Battute vincenti | Battute vincenti | Battute vincenti | Battute vincenti |
| Pos.             | Nome             | Punti            | Squadra          |
| ---------------- | ---------------- | ---------------- | ---------------- |
| 1                | Micha Hancock    | 24               | LOVB Houston     |
| 2                | Kelsey Robinson  | 20               | LOVB Atlanta     |
| 3                | Veronica Jones   | 17               | LOVB Salt Lake   |
| 4                | Emily Thater     | 15               | LOVB Omaha       |
| 5                | Jordan Larson    | 15               | LOVB Omaha       |
| 6                | Daly Santana     | 15               | LOVB Madison     |
| 7                | Jordyn Poulter   | 14               | LOVB Salt Lake   |
| 8                | Andrea Drews     | 13               | LOVB Madison     |
| 9                | Rachel Fairbanks | 13               | LOVB Atlanta     |
| 10               | McKenzie Adams   | 11               | LOVB Atlanta     |

| Campionati | LOVB         |
| Coppe      | LOVB Classic |

| LOVB 2025 | LOVB Atlanta · LOVB Austin · LOVB Houston · LOVB Madison · LOVB Omaha · LOVB Salt Lake |

| Campionati | LOVB         |
| Coppe      | LOVB Classic |

| LOVB 2025 | LOVB Atlanta · LOVB Austin · LOVB Houston · LOVB Madison · LOVB Omaha · LOVB Salt Lake |

| Edizioni della League One Volleyball | Edizioni della League One Volleyball |
| ------------------------------------ | ------------------------------------ |
| 2025                                 |                                      |

| Gara unica |                |     |                     |
|            |                |     |                     |
| 13-04      | Austin - Omaha | 3-0 | 25-19, 25-22, 25-23 |

| Premio                   | Nome               | Squadra        |
| ------------------------ | ------------------ | -------------- |
| MVP della regular season | Kelsey Robinson    | LOVB Atlanta   |
| MVP delle finali         | Madisen Skinner    | LOVB Austin    |
| Miglior palleggiatrice   | Lauren Carlini     | LOVB Madison   |
| Miglior opposto          | Jordan Thompson    | LOVB Houston   |
| Miglior schiacciatrice   | McKenzie Adams     | LOVB Atlanta   |
| Miglior centrale         | Chiaka Ogbogu      | LOVB Austin    |
| Miglior libero           | Manami Kojima      | LOVB Salt Lake |
| Miglior allenatore       | Paulo Barros       | LOVB Atlanta   |
| Donna dell'anno          | Haleigh Washington | LOVB Salt Lake |
| LOVB Icons First Team    | Lauren Carlini     | LOVB Madison   |
| LOVB Icons First Team    | Andrea Drews       | LOVB Madison   |
| LOVB Icons First Team    | Kelsey Robinson    | LOVB Atlanta   |
| LOVB Icons First Team    | Jessica Mruzik     | LOVB Houston   |
| LOVB Icons First Team    | Amber Igiede       | LOVB Houston   |
| LOVB Icons First Team    | Chiaka Ogbogu      | LOVB Austin    |
| LOVB Icons First Team    | Alexis Rodriguez   | LOVB Omaha     |
| LOVB Icons Second Team   | Rachel Fairbanks   | LOVB Atlanta   |
| LOVB Icons Second Team   | Jordan Thompson    | LOVB Houston   |
| LOVB Icons Second Team   | Claire Chaussee    | LOVB Madison   |
| LOVB Icons Second Team   | Jordan Larson      | LOVB Omaha     |
| LOVB Icons Second Team   | Anna Stevenson     | LOVB Madison   |
| LOVB Icons Second Team   | Tia Jimerson       | LOVB Atlanta   |
| LOVB Icons Second Team   | Manami Kojima      | LOVB Salt Lake |

| Rendimento individuale | Rendimento individuale | Rendimento individuale | Rendimento individuale |
| Pos.                   | Nome                   | Punti                  | Squadra                |
| ---------------------- | ---------------------- | ---------------------- | ---------------------- |
| 1                      | Madisen Skinner        | 300                    | LOVB Austin            |
| 2                      | Jordan Thompson        | 282                    | LOVB Houston           |
| 3                      | Veronica Jones         | 258                    | LOVB Salt Lake         |
| 4                      | Andrea Drews           | 252                    | LOVB Madison           |
| 5                      | Logan Eggleston        | 238                    | LOVB Austin            |
| 6                      | Kimberly Drewniok      | 237                    | LOVB Omaha             |
| 7                      | Danielle Cuttino       | 231                    | LOVB Atlanta           |
| 8                      | Jessica Mruzik         | 213                    | LOVB Houston           |
| 9                      | McKenzie Adams         | 211                    | LOVB Atlanta           |
| 10                     | Kelsey Robinson        | 209                    | LOVB Atlanta           |

| Attacchi vincenti | Attacchi vincenti | Attacchi vincenti | Attacchi vincenti |
| Pos.              | Nome              | Punti             | Squadra           |
| ----------------- | ----------------- | ----------------- | ----------------- |
| 1                 | Madisen Skinner   | 264               | LOVB Austin       |
| 2                 | Jordan Thompson   | 248               | LOVB Houston      |
| 3                 | Andrea Drews      | 227               | LOVB Madison      |
| 4                 | Kimberly Drewniok | 223               | LOVB Omaha        |
| 5                 | Veronica Jones    | 217               | LOVB Salt Lake    |
| 6                 | Logan Eggleston   | 198               | LOVB Austin       |
| 7                 | Danielle Cuttino  | 194               | LOVB Atlanta      |
| 8                 | Jessica Mruzik    | 183               | LOVB Houston      |
| 9                 | Sarah Franklin    | 182               | LOVB Madison      |
| 10                | McKenzie Adams    | 179               | LOVB Atlanta      |

| Muri vincenti | Muri vincenti       | Muri vincenti | Muri vincenti  |
| Pos.          | Nome                | Punti         | Squadra        |
| ------------- | ------------------- | ------------- | -------------- |
| 1             | Chiaka Ogbogu       | 65            | LOVB Austin    |
| 2             | Tia Jimerson        | 55            | LOVB Atlanta   |
| 3             | Mallory McCage      | 49            | LOVB Austin    |
| 4             | Amber Igiede        | 47            | LOVB Houston   |
| 5             | Emily Thater        | 41            | LOVB Omaha     |
| 6             | Magdaléna Jehlářová | 39            | LOVB Atlanta   |
| 7             | TeTori Dixon        | 37            | LOVB Salt Lake |
| 8             | Logan Eggleston     | 35            | LOVB Austin    |
| 9             | Raphaela Folie      | 32            | LOVB Houston   |
| 10            | Haleigh Washington  | 30            | LOVB Salt Lake |

| Battute vincenti | Battute vincenti | Battute vincenti | Battute vincenti |
| Pos.             | Nome             | Punti            | Squadra          |
| ---------------- | ---------------- | ---------------- | ---------------- |
| 1                | Micha Hancock    | 24               | LOVB Houston     |
| 2                | Kelsey Robinson  | 20               | LOVB Atlanta     |
| 3                | Veronica Jones   | 17               | LOVB Salt Lake   |
| 4                | Emily Thater     | 15               | LOVB Omaha       |
| 5                | Jordan Larson    | 15               | LOVB Omaha       |
| 6                | Daly Santana     | 15               | LOVB Madison     |
| 7                | Jordyn Poulter   | 14               | LOVB Salt Lake   |
| 8                | Andrea Drews     | 13               | LOVB Madison     |
| 9                | Rachel Fairbanks | 13               | LOVB Atlanta     |
| 10               | McKenzie Adams   | 11               | LOVB Atlanta     |

| Campionati | LOVB         |
| Coppe      | LOVB Classic |

| LOVB 2025 | LOVB Atlanta · LOVB Austin · LOVB Houston · LOVB Madison · LOVB Omaha · LOVB Salt Lake |

| Campionati | LOVB         |
| Coppe      | LOVB Classic |

| LOVB 2025 | LOVB Atlanta · LOVB Austin · LOVB Houston · LOVB Madison · LOVB Omaha · LOVB Salt Lake |

| Edizioni della League One Volleyball | Edizioni della League One Volleyball |
| ------------------------------------ | ------------------------------------ |
| 2025                                 |                                      |